# Charles Haslewood Shannon
Pour les articles homonymes, voir Shannon.
Charles Haslewood Shannon (1863-1937) est un peintre, graveur, lithographe et illustrateur britannique, cofondateur des éditions Vale Press avec son compagnon Charles Ricketts.

## Biographie

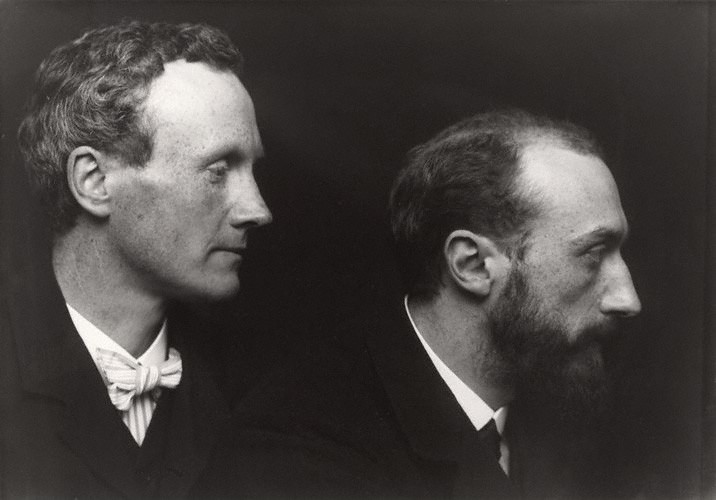
Charles Haslewood Shannon et Charles Ricketts par George Charles Beresford (1903)

Charles Haslewood Shannon est le fils du révérend Frederick William Shannon, recteur de Quarrington et de Catherine Emma Manthorp.
Shannon entre à la South London School of Technical Art (en), la nouvelle école d'arts appliqués qui avait remplacé la Lambeth School of Art. Durant ses années de formation, il tombe en amitié avec son jeune condisciple Charles Ricketts, qui deviendra le compagnon de toute une vie. Dans ses premières esquisses, Shannon se place sous l'influence assumée des grands maîtres de l'école vénitienne, notamment du Giorgione, en des tons clairs-obscurs, style qui marque ses premiers portraits et gravures.
En 1889, il fonde avec Ricketts, qui vient de toucher un gros héritage, le magazine d'art The Dial, qui défend les préraphaélites et les tenants du symbolisme. Le magazine cesse de paraître en 1897. Ricketts, qui est un grand admirateur de William Morris, propose à son compagnon de mettre sur pied une véritable entreprise autonome : en 1893, les deux hommes lancent les éditions Vale Press, du nom de la maison où il vivaient à Chelsea. Ils publient plus de 80 ouvrages, à la fois des classiques britanniques et des contemporains, livres qu'ils conçoivent entièrement, créant trois nouvelles fontes typographiques, les illustrations (dessins et gravures), la reliure, etc. En termes de bibliophilie, leurs deux plus belles créations restent le Silverpoints de John Gray (en) (1893) et The Sphinge d'Oscar Wilde (1895). Le duo d'artistes se fit connaître à Paris, où André Marty les sollicita pour publier leurs gravures dans L'Estampe originale. Les ateliers furent malheureusement détruits par un incendie en 1899 et Ricketts abandonna l'imprimerie.
En 1900, il reçoit la médaille d'argent lors de l'exposition universelle de Paris. Il était membre de l'International Society of Sculptors, Painters and Gravers et de la Société des peintres-lithographes (Paris).
Tout comme Ricketts, Shannon fut un grand collectionneur de peinture française et anglaise, d'antiquités égyptiennes et grecques, de miniatures persanes et de gravures japonaises, qui s'accumulèrent pendant près de quarante ans et que de nombreuses institutions souhaitèrent dans les années 1920 acquérir : le Fitzwilliam Museum, rattaché à l'université de Cambridge, en possède aujourd'hui une grande partie. Ricketts et Shannon eurent pour mécène et ami Edmund Gabriel Davis et son épouse Mary.
En 1928, après une malencontreuse chute, Shannon subit un traumatisme crânien, devient amnésique et cesse toute activité artistique. À sa mort il lègue à la National Gallery le tableau de Piero di Cosimo intitulé Combat des Centaures et des Lapithes.

## Conservation
Outre à la National Portrait Gallery de Londres, l'on trouve exposées ses peintures dans les lieux suivants :
- The Bunch of Grapes, Hugh Lane Municipal Gallery, Dublin
- The Lady with the Green Fan, Hugh Lane Municipal Gallery
- Study in Grey, Alte Pinakothek, Munich
- Portrait of Mr Staats Forbes, Kunsthalle de Brême
- Souvenir of Van Dyck, National Gallery of Victoria, Melbourne
- Lithographies et gravures, British Museum

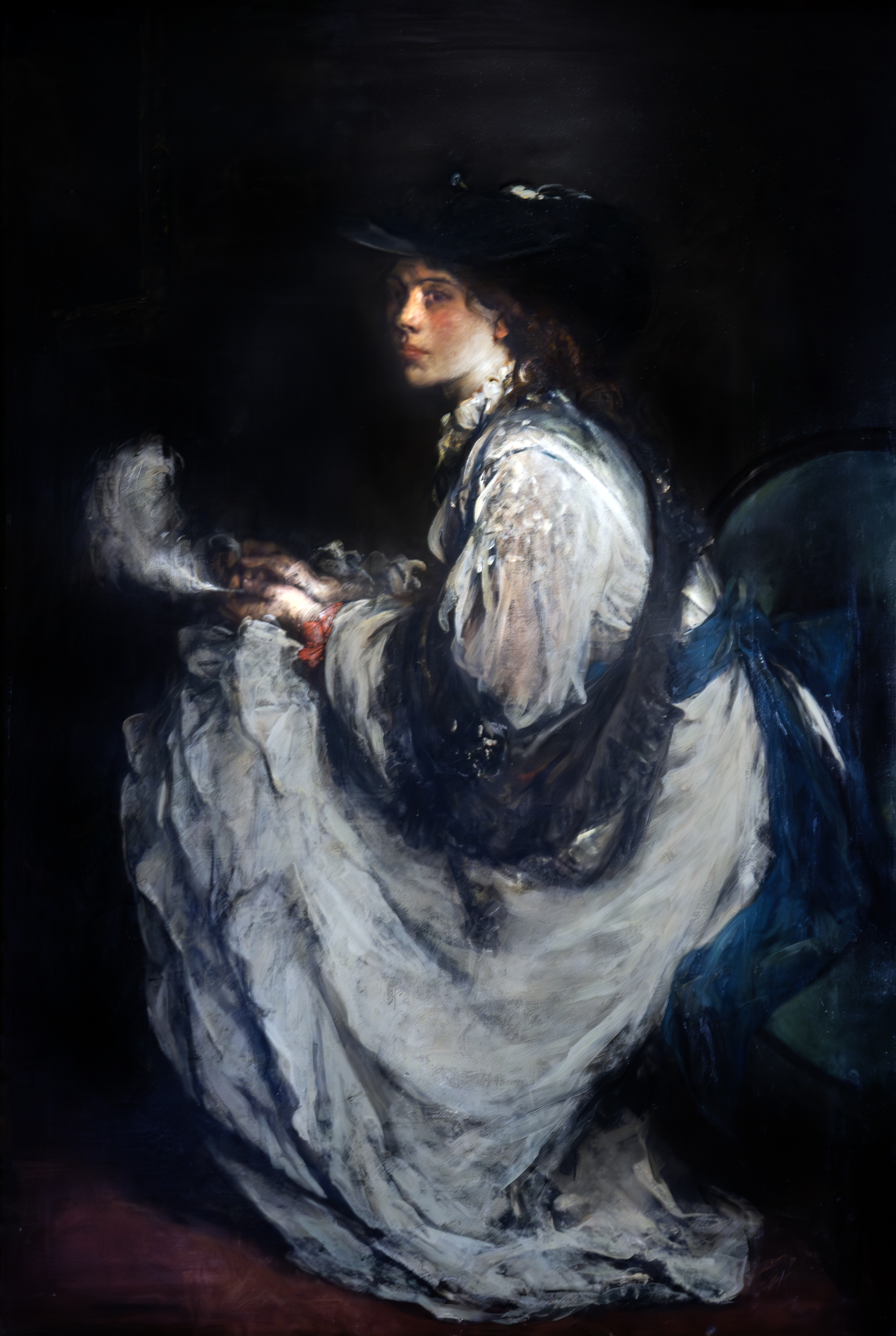
La dame à la plume - Ca' Pesaro, 1903